# MAA (歌手)
MAA（マア）は日本の女性歌手、作詞家、デザイナー、ディレクター、プロデューサー、コラムニスト、ブロガー。

## 来歴

### 生い立ちと初期の音楽活動
神奈川県横須賀市で、アメリカ人の軍人だった父と日本人の母との間に生まれる
1つ年上の兄がいたが、2007年に事故で亡くす。
愛犬が2匹、オスのリオンとメスのセイラがいる。
タトゥー
左腕には亡くなった兄の名前がはいっている。
10年婚約していた彼を交通事故で亡くし、お腹には彼の星座タトゥーがはいっている。
幼少期〜MAA
幼い頃から歌手を目指していた。1、2歳頃にスティーヴ・ミラー・バンドから音楽を聴き始め、3歳からデフ・レパード、スコーピオンズなどのロック、シンディー・ローパー、マドンナなどのポップスも聴き始めた。邦楽は3歳から聴き始めたが、最初に好きになったのは女性ディオWinkで、一緒に歌う子を自らオーディションで決めて、遊んでいた。音楽の趣味は父からの影響がある。
高校卒業後、18歳から音楽事務所のスタッフとして働き始めたがMAA自身の才能を感じた事務所社長のすすめをきっかけに音楽活動を開始する。サウンドは歌謡ロック、見せ方はヴィジュアル系というスタイルのロックバンドMarBellのボーカルとして、2008年5月3日に行われた『hide memorial summit』にてデビュー、初ライブを行う。そのステージが人生で初の人前のパフォーマンスだった。それを知らなかった関係者は彼女の動じない根性と堂々としたパフォーマンスに度肝を抜かれたという。
ステージで披露した曲は「最果ての灯」という、どこかで聴いた事のあるような懐かしい曲だが、決して誰かの真似というわけではなく、しっかりと彼女の曲になっていた。その後はライブハウスなどでパフォーマンスをして人気を得た。なおMarBellでは「Mar」という名義で活動していた。MarBellの人気に目を付けた現在の所属する音楽事務所EXIT LINEに、バンド解散後、スカウトされ、MAAとして契約を結んだ。
MAA〜gitch
MarBell解散後、MAAソロデビューとしてのインタビューで「ヴィジュアル系とは無縁でなにも分からず必死にやったバンドだった。これからは“今”やりたいことをやる。また違うことをやりたくなったら違うことをやるんだと思います。それが私なりの音楽へのリスペクト」と語っていた。
ヴィジュアル系からダンスミュージック系になり、3年の活動を経てまたMAAの音楽活動を休止した。
MAAの活動休止後、自身でgitch(ジッチ)というレディースブランドを立ち上げデザイナー、ディレクター、プロデューサーをMaria Mie Edwardsと本名でつとめた。
奇抜で誰も作ったことない柄や形にこだわり世界でたった1つにこだわった作品はファンならず、多くの女性から支持を得たブランドとなった。
2シーズンをやり終えたころでgitchから引退した。その後gitchはMaria Mie Edwards(MAA)なしで起動していない。
2015年に第一子を出産し、リーヴァイ(Levi)と名付けた。

### 2010年 - 現在：CDデビュー
2010年9月22日、レンタル・配信限定シングル『Ghost Enemy』でEXIT LINEよりCDデビュー。レンタル先行で発売され、発売前に11,500枚の異例のイニシャル数を記録し有名になった。レコチョクでの着うた配信で総合デイリーランキング初登場10位を獲得した。同月16日放送の音楽番組『FutureTracks→R』（テレビ朝日）の11月マンスリー・ピックアップ、渋谷109フォーラムビジョン レコメンドなども獲得した。同年9月25日、新木場スタジオコーストにてデビュー後初のライブを行い、『Ghost Enemy』『バレリーナ・ブレインシステム』『Tomorrow @ Your Kingdom』を披露した
MAAは偽名で他の作品に参加をすることもおおく、MAAとして自身の名前をつかってm-floやTHE LOWBROWS、DJ MAAR(dexpistols)、Shigeo JD、the SAMOSなどといった面子と多くのCASIOやレッドブルといった企業に楽曲を提供をしている。

## 音楽性とイメージ

### 作詞
制作はスタジオよりも、彼女のお気に入りのテントの中でやることが多いという。。

### イメージ
2010年のインディーズ・デビューにあたって、「和製レディー・ガガ」というキャッチコピーが付けられている。また、事務所の公式ホームページでは「海外アーティストで例えるなら、レディー・ガガやケシャを彷彿とさせる」と説明されているが、実際にはラナ・デル・レイのような妖艶でミステリアスな中にもどこかキュートな印象を与えている
MAA自身は音楽情報WEBマガジン『SAPPORO MUSIC NAKED』当初のインタビューで、目標とするアーティスト像として、「初めて自分で買ったアルバムははMe&Myなんですよ。」と語っている。
モデル業は、h.NAOTO、GIVENCHY、Balenciagaなどのコレクションモデルをこなしている。

## ディスコグラフィー

### シングル
| #                                                     | 発売日         | 作品名                          | 最高順位 | 最高順位 | 最高順位 | 認定 | アルバム       |
| #                                                     | 発売日         | 作品名                          | オリコン | Hot 100  | RIAJ DL  | 認定 | アルバム       |
| ----------------------------------------------------- | -------------- | ------------------------------- | -------- | -------- | -------- | ---- | -------------- |
| 1st                                                   | 2010年9月22日  | Ghost Enemy [1]                 | 9        | 17       | 53       |      | Monkey Kingdom |
| 2nd                                                   | 2010年11月18日 | バレリーナ・ブレインシステム[1] | 1        | 8        | 32       |      | Monkey Kingdom |
| 3rd                                                   | 2011年7月20日  | OKay                            | 1        | 3        | 18       |      | 未定           |
| "—"はチャート圏外、チャート対象外の何れかを意味する。 |                |                                 |          |          |          |      |                |

備考
1. a b レンタル、デジタル・ダウンロード販売限定シングル。

### アルバム

#### ミニ・アルバム
| 年     | 情報                                                                                   | 最高順位 | 最高順位   | 認定 |
| 年     | 情報                                                                                   | オリコン | ビルボード | 認定 |
| ------ | -------------------------------------------------------------------------------------- | -------- | ---------- | ---- |
| 2010年 | Monkey Kingdom - 発売日:12月1日 - レーベル:EXIT LINE - 規格:CD、デジタル・ダウンロード | 9        | －         |      |

### ミュージック・ビデオ
| 年     | ビデオ                       | 監督     |
| ------ | ---------------------------- | -------- |
| 2010年 | Ghost Enemy                  | 多田卓也 |
| 2010年 | バレリーナ・ブレインシステム | 多田卓也 |